# 动物学报
《动物学报》创刊于1935年，是中国大陆基础科学类双月刊，编辑部位于北京市。此刊物由中国科学院动物研究所，中国动物学会主办。
《动物学报》在2018年被中华人民共和国国家新闻出版广电总局新闻报刊司评为2017年全国“百强报刊”。